# Ptychamalia dorneraria
Ptychamalia dorneraria är en fjärilsart som beskrevs av Barnes och Mcdunnough 1913. Ptychamalia dorneraria ingår i släktet Ptychamalia och familjen mätare. Inga underarter finns listade.